# Ricardo Gwyn
San Ricardo Gwyn (en inglés: Richard Gwyn) conocido también por su nombre anglo Richard White (* Montgomeryshire, Gales,1537, † Wrexham, Gales 15 de octubre de 1584) fue un maestro de escuela galés y es un santo de la Iglesia católica.  Fue martirizado  acusado de alta traición en 1584 y canonizado por el Papa Pablo VI en 1970 junto con el resto de los Cuarenta Mártires de Inglaterra y Gales.

## Biografía
Poco se conoce de la niñez de Ricardo Gwyn.  A la edad de 20 años se matriculó en la Universidad de Oxford pero no completó sus estudios.  Posteriormente se trasladó a la Universidad de Cambridge donde estuvo becado en el St John's College que era dirigida por el Dr. George Bulloch.  Sin embargo, al inicio del reinado de Isabel I en 1558, Bulloch fue obligado a renunciar, truncando la carrera universitaria de Ricardo Gwyn, después de dos años.
Gwyn regresó a Gales y obtuvo trabajo como maestro, continuando sus estudios por cuenta propia.  Se casó con una mujer de nombre Catherine, con quien tuvo seis hijos, de los cuales solamente sobrevivieron tres.  Su adherencia a la antigua fe fue notada por el Arzobispo de Chester, quien lo presionó para que se convirtiera al Anglicanismo.

## Prisión y ejecución
Gwyn tuvo que cambiar de escuela en varias oportunidades para evitar multas y prisión. Finalmente en 1579 fue arrestado por el vicario de Wrexham, un excatólico que se había convertido a la nueva fe.  Logró escapar y se mantuvo fugitivo por un año y medio hasta que fue recapturado y lo mantuvieron en varias prisiones antes de ser ejecutado.
En mayo de 1581 fue llevado a la iglesia de Wrexham, donde fue engrilletado frente al púlpito.  Fue multado con £280.00 por no asistir a los servicios Anglicanos y con £140.00 por resistirse a su traslado a dicha iglesia.  Cuando el pago de las multas fue requerido y al no contar con esa cantidad de dinero, él solamente respondió "Six-pence" (seis peniques).  Gwyn y otros dos prisioneros católicos, John Hughes y Robert Morris, fueron condenados en la primavera de 1582, pero en lugar de ser acusados por una ofensa, fueron obligados a escuchar un sermón de un ministro anglicano.  Durante el sermón, los tres prisioneros interrumpían constantemente al ministro (hablando en galés, inglés y latín) a tal punto que la prédica tuvo que ser cancelada.
Gwyn fue torturado y esposado varias veces en prisión; sin embargo no renunció a la fe católica.
Ricardo Gwyn, John Hughes y Robert Morris fueron acusados de alta traición en 1583 y fueron llevados a juicio frente a un panel liderado por el Jefe de Justicia de Chester, Sir George Bromley.  Algunos testigos dieron evidencia de que ellos mantuvieron su fe católica, indicando también que Gwyn compuso "algunas estrofas de su inspiración en contra de presbíteros y ministros casados", que "él no tardaría mucho", que "esperaba ver un mundo mejor", y que "ha confesado la supremacía del Papa".
Independientemente de su defensa y objeciones a las dudosas prácticas de la corte, Gwyn y Hughes fueron hallados culpables.  En la sentencia, Hughes fue indultado y Gwyn fue condenado a muerte.  Esta sentencia se llevó a cabo en el "Beast Market" en Wrexham, el 15 de octubre de 1584.
Antes que Gwyn fuera colgado, se dirigió a la multitud y dijo: "He sido un hombre bromista, pero si en algo les he ofendido de cualquier forma o por mis canciones, suplico la misericordia de Dios para ser perdonado".  El verdugo le puso pesas en los pies para que terminara rápido su sufrimiento.  Sin embargo sobrevivió incluso después cuando fue desmembrado y le extrajeron las entrañas, hasta que su cabeza fue seriamente dañada.  Sus últimas palabras en galés fueron: "Iesu, trugarha wrthyf" (Jesús, ten misericordia de mí).

## Legado, reliquias y festividad
Reliquias de San Ricardo Gwyn se pueden encontrar en la catedral de "Our Lady of the Sorrows", donde reside el Arzobispo de Wrexham.
La Escuela Secundaria de San Ricardo Gwyn en Flint, Flintshire, una localidad al norte de Gales, tiene su nombre en honor a este santo, y fue fundada en 1954.
Su festividad se celebra el 17 de octubre.

## El incidente de los pájaros
El incidente de los pájaros fue uno de los muchos eventos extraños que sucedieron en la vida de San Ricardo Gwyn.  Cuando fue llevado a la corte, el fiscal que estaba leyendo las acusaciones perdió la vista de repente, y tuvo que ser sustituido para que el proceso pudiera continuar.  El juez le dijo a los presentes que no comentaran el suceso para que los católicos no lo reclamaran como un milagro. En otro momento, el juez que condenó a Gwyn a muerte, inexplicablemente, perdió la voz en la corte.